# Park Gravenrode
Park Gravenrode is een aanduiding en werknaam voor de zone op het grensgebied van de gemeenten Landgraaf en Kerkrade. Vanaf de jaren '90 van de 20e eeuw worden hier toeristische activiteiten ontwikkeld en sindsdien geldt Park Gravenrode als overkoepelende naam voor al die projecten. Ook enkele nabij – maar buiten het natuurgebied Strijthagerbeekdal – gelegen attracties vallen hieronder. Een groot deel van het park bevindt zich in het dal van de Strijthagerbeek en het Anstelerbeekdal.

## Monumenten
- Mijnwerkerskapel, een gedachteniskapel voor de omgekomen mijnwerkers.
- Een stuk spoor met kolenwagons, eveneens ter nagedachtenis aan het mijnverleden.
- De gerestaureerde leermijn.
- Het Mijnmonument Schaesberg

## Attracties
- Megaland (hier wordt ook Pinkpop gehouden)
- GaiaZOO
- Mondo Verde (incl. Kasteel Strijthagen)
- Snow World
- Trap op de Wilhelminaberg
- Toeristische stoomtrein
- Botanische tuin
- Discovery Center Continium (voormalig museum Industrion)

## Horeca
- Overstehof
- Kasteel Erenstein
- Poort van Gravenrode (voormalige vuurwerkhandel Rohan)

## Geschiedenis van het gebied
Onder impuls van wethouder Erfkemper van Landgraaf is dit gebied eind jaren 90 toeristisch tot ontwikkeling gekomen. Maar de aantrekkingskracht van dit gebied is al veel eerder ontstaan. De natuur deed zijn werk door met de Strijthagerbeek en Anstelerbeek diepe dalen in het landschap uit te slijpen. Aan de Strijthagerbeek kwamen Kasteel Strijthagen (incl. een watermolen) en er werden visvijvers aangelegd. Aan de Anstelerbeek staat Kasteel Erenstein. Daarnaast staan er nog enkele hoeves (Winselerhof en Overste Hof).
Ook de mens heeft zijn invloed gehad. Met name de mijnbouw heeft veel invloed gehad. In het gebied stonden een aantal mijnen, met als direct gevolg een berg afval, een mijnsteenberg. Indirect zijn ook de omringende nederzettingen (Schaesberg, Eygelshoven, Kerkrade en Terwinselen) door de mijnbouw gaan groeien. De kompels moesten immers ook gehuisvest worden. Deze bebouwde kommen zijn trouwens na de mijnsluiting ook blijven groeien. En niet alleen omringend is er bebouwing; ook binnen het aangeduide gebied bevinden zich nog het industriegebied Dentgenbach en de buurtschap Oude Hopel.
Na de mijnsluiting is het gebied al deels herontwikkeld met recreatieve bestemming. Zo is de Anstelerbeek gestuwd met als gevolg een stuwmeer Cranenweyer (het enige stuwmeer in Nederland). Ook kwam er onder andere het al genoemde industriegebied Dentgenbach, er werd een Draf- en Renbaan aangelegd, met vlak daarbij een Autokino, op de niet-afgegraven mijnsteenberg werd een borstelbaan om te skiën aangelegd, bij kasteel Erenstein werd het (openlucht) zwembad Erenstein aangelegd, en er kwamen diverse andere accommodaties voor tennis, hockey en voetbal (o.a. Kolonia, RKTSV).

## Geschiedenis van Park Gravenrode
Eind jaren negentig veranderde de recreatieve bestemming van het gebied in toeristisch-recreatieve functie. De Draf- en Renbaan werd omgebouwd tot evenemententerrein Megaland, waarbij de draf- en renbanen zijn vervangen door wieler- en skeelerbanen. De borstelbaan werd vervangen door het complex van SnowWorld. Kasteel Strijthagen is opgekocht en met omgeving ontwikkeld tot een complex van wereldtuinen Mondo Verde. In de plaats van een voetbalterrein en zwembad Erenstein werd de dierentuin GaiaZOO gebouwd. Een initiatief is de trap die op de Wilhelminaberg rond 2007 is aangelegd.
In 1995 was het Miljoenenlijntje nieuw leven ingeblazen door de Zuid-Limburgse Stoomtrein Maatschappij en werd de voormalige collectie van van het gesloten Mijnmuseum Rolduc vanaf 1998 tentoongesteld in het museum Industrion. De Botanische Tuin in Terwinselen daarentegen bestaan al sinds 1938.
Bijzonderheden binnen het park vormen de trap op de Wilhelminaberg, de trap vormt de langste onoverdekte trap van Nederland en daarbij wedijvert de piste van SnowWorld om de langste indoorpiste van Europa met het Alpincenter in het Duitse Bottrop.